# エチルセルロース
エチルセルロース(Ethyl cellulose)は、繰り返しグルコース単位のヒドロキシル基がエチルエーテル基に置換した誘導体である。製法によって、エチル基の数は変わる。
薄層フィルムの製造に用いられる。また、乳化剤として食品添加物用途に用いられる。E番号は、E462である。